# (73355) 2002 JE144
(73355) 2002 JE144 – planetoida z pasa głównego asteroid okrążająca Słońce w ciągu 4,2 lat w średniej odległości 2,6 j.a. Odkryta 13 maja 2002 roku.